# 白雀
白雀（はくじゃく）は、五胡十六国時代、後秦の君主姚萇の治世で使用された元号。384年4月 - 386年4月。
なおトルファンにおいて白雀の元号が記された出土品が発見されているが、これに関しては後秦の元号とする説と、高昌国独自の元号とする説がある。

## 西暦・干支との対照表
| 白雀 | 元年  | 2年   | 3年   |
| 西暦 | 384年 | 385年 | 386年 |
| 干支 | 甲申  | 乙酉  | 丙戌  |